# Fiesta del domingo
Fiesta del domingo è un EP split dei gruppi musicali cileni Quilapayún e Inti-Illimani, pubblicato nel 1973.

## Descrizione
L'EP è stato pubblicato dall'etichetta cilena DICAP (Discoteca del cantar popular) nel 1973 su 7" a 33 giri. 3 brani sono interpretati dai Quilapayún, il quarto dagli Inti-Illimani.
Fiesta del domingo e No volveremos atrás sono brani anomali che si allontanano sostanzialmente dallo stile musicale normalmente suonato dai Quilapayún, che qui abbracciano un pop orecchiabile e "commerciale" e utilizzano strumenti per loro poco usuali quali la batteria e la chitarra elettrica. Secondo Claudio Rolle, musicologo cileno, questi due brani si appropriano del linguaggio della musica pop e rientrano in una strategia che persegue una certa banalizzazione della musica con lo scopo di raggiungere un pubblico più ampio, e, in particolare, di catturare l'attenzione dei giovani colonizzati musicalmente dalla musica straniera.
Queste due canzoni sono una sorta di anteprima del progetto No volveremos atrás (nel quale peraltro non comparirà l'omonima canzone qui presente) che spingerà ancor di più in questa direzione popular.
¿Onofre? Si Frei appartiene invece a quelle che gli stessi Quilapayún definirono canciones contingentes, ovvero canzoni che utilizzando toni ironici e satirici facevano riferimento, nei loro testi, a questioni di stretta attualità politico-sociale (molte di queste canzoni uscite inizialmente come singoli, verranno poi raccolte nella quarta facciata del doppio LP La fragua). In tutte queste operazioni compagno essenziale dei Quilapayún fu il compositore Sergio Ortega.
Il brano interpretato dagli Inti-Illimani non è mai comparso in altri loro dischi (antologie e ristampe comprese).
Questo EP non è mai stato pubblicato o distribuito in Italia.

## Tracce
1. Quilapayún – Fiesta del domingo (Sergio Ortega e Quilapayún)
2. Inti-Illimani – A la mujer (Horacio Salinas)
3. Quilapayún – ¿Onofre? Si Frei (Sergio Ortega e Quilapayún)
4. Quilapayún – No volveremos atrás (Eduardo Yañez)

### Formazione Quilapayún
- Eduardo Carrasco
- Carlos Quezada
- Willy Oddó
- Hernán Gómez
- Rodolfo Parada
- Rubén Escudero
- Hugo Lagos